# Жданов, Владимир Фомич
Влади́мир Фоми́ч Жда́нов (род. 11 февраля 1934, Астрахань, Сталинградский край) — советский и российский режиссёр музыкального театра. Заслуженный артист РФ (1992), доктор искусствоведения, профессор.

## Биография
Владимир Жданов родился 11 февраля 1934 года в Астрахани. После окончания школы поступил в музыкальное училище по классу валторны. В 1951 году перевелся в Саратовское музыкальное училище и окончил его в 1955 году. В 1957 году продолжил обучение в Москве в Институте военных дирижеров. Затем поступил на факультет режиссеров музыкального театра Государственного института театрального искусства им. А. В. Луначарского (ГИТИС), где обучался у Леонида Баратова, Бориса Покровского, Иосифа Рапопорта, Олега Моралёва. В период обучения начал работу в Оперной студии Московской консерватории. Совместно с Евгением Рацером поставил спектакль «Севильский цирюльник».
После окончания ГИТИСа в 1965—1969 годах и затем в 1971—1977 годах работал главным режиссером Казахского театра оперы и балета им. Абая. В этот период осуществил постановки множества опер, включая:
- «Евгений Онегин» Петра Чайковского,
- «Богема» и «Чио-Чио-Сан» Джакомо Пуччини,
- «Травиата» и «Дон Карлос» Джузеппе Верди,
- «Так поступают все женщины» Вольфганга Моцарта,
- «Борис Годунов» Модеста Мусоргского,
- «Фауст» Шарля Гуно,
- «Алтынчеч» Назиба Жиганова[3].

В 1969—1971 годах и затем с 1977 года работает на кафедре оперной подготовки Московской консерватории, ведёт курс «мастерство актёра», оперный класс.
С 1977 по 2006 год будучи режиссёром-постановщиком в Оперной студии Московской консерватории осуществил более 20 постановок, включая:
- «Каменный гость» Александра Даргомыжского,
- «Свадьба Фигаро» Вольфганга Моцарта,
- «Царская невеста» Николая Римского-Корсакова,
- «Евгений Онегин» и «Иоланта» Петра Чайковского.

С 1997 по 2013 год возглавлял кафедру оперной подготовки Московской консерватории. Во время своей педагогической деятельности выступал с докладами на научных конференциях в России и за рубежом, исследуя методику актерского мастерства и художественного воображения.